# الدوري الكويتي 1993–94
أقيمت بطولة الدوري الكويتي الثانية والثلاثون في موسم 1993/1994، وقد قسمت الفرق إلى مجموعتين، يتأهل أوائل المجموعات إلى المباراة النهائية ويلعب أصحاب المركز الثاني في مباراة تحديد المركزين الثالث والرابع، وقد توج نادي كاظمة بطلا لتلك البطولة وهي المرة الثالثة التي يحرز فيها اللقب.

## ترتيب الفرق
المجموعة الأولى
- 1- نادي كاظمة 8 نقاط
- 2- نادي العربي الكويتي 8 نقاط
- 3- نادي التضامن الكويتي 6 نقاط
- 4- نادي اليرموك نقطتين

المجموعة الثانية
- 1- نادي القادسية الكويتي 8 نقاط
- 2- نادي الجهراء 6 نقاط
- 3- نادي السالمية 6 نقاط
- 4- نادي النصر الكويتي 4 نقاط

مباراة تحديد المركزين الثالث والرابع
- نادي الجهراء × نادي العربي الكويتي (5:6)

النهائي
- نادي كاظمة × نادي القادسية الكويتي (0:2)

## هداف الدوري
- علي مروي (السالمية)